# Magnus Norman
Magnus Norman (* 30. Mai 1976 in Filipstad) ist ein ehemaliger schwedischer Tennisspieler.

## Karriere
In seiner Laufbahn gewann er zwölf Turniere im Einzel, darunter die Italian Open, die zur ATP Masters Serie gehören, sowie die Swedish Open. Im Jahr 2000 erreichte er das Finale der French Open, das er gegen Gustavo Kuerten in vier Sätzen verlor. Mitte 2000 erreichte er mit Rang 2 seine höchste Weltranglistenplatzierung. Im selben Jahr nahm er an den Olympischen Spielen in Sydney teil. Im Achtelfinale schied er dort gegen Arnaud Di Pasquale aus.
Mit Schweden gewann er 1998 den Davis Cup. Norman, der 1998 debütierte und bis 2003 insgesamt sieben Begegnungen für die schwedische Mannschaft bestritt, gewann sieben seiner 13 Einzelpartien.
Für kurze Zeit war er mit Martina Hingis liiert. 2004 erklärte er aufgrund einer Hüftverletzung (außerdem hatte er eine Herzklappenoperation hinter sich) seinen Rücktritt.
Heute arbeitet Magnus Norman für die schwedische Firma Catella. 2009 und 2010 führte er als Trainer seinen Landsmann Robin Söderling ins Finale der French Open. Seit April 2013 trainiert er den Schweizer Stanislas Wawrinka, der unter seiner Anleitung seine bislang größten Erfolge errungen hat.
2016 gewann er für die Erfolge den Award als bester Coach auf der Tour bei den ATP World Tour Awards.
Seit 2016 startet er auch als Triathlet bei Ironman-Rennen.

## Erfolge
| Legende (Anzahl der Siege)                           |
| Grand Slam                                           |
| Tennis Masters Cup ATP World Tour Finals             |
| ATP Masters Series ATP World Tour Masters 1000 (1)   |
| ATP International Series Gold ATP World Tour 500 (1) |
| ATP International Series ATP World Tour 250 (10)     |
| ATP Challenger Tour (3)                              |

| ATP-Titel nach Belag |
| Hartplatz (5)        |
| Sand (7)             |
| Rasen (0)            |
| Teppich (0)          |

### Einzel

#### Turniersiege

##### ATP Tour
| Nr. | Datum            | Turnier         | Belag     | Finalgegner         | Ergebnis                  |
| --- | ---------------- | --------------- | --------- | ------------------- | ------------------------- |
| 1.  | 13. Juli 1997    | Båstad (1)      | Sand      | Juan Antonio Marín  | 7:5, 6:2                  |
| 2.  | 9. August 1998   | Amsterdam       | Sand      | Richard Fromberg    | 6:3, 6:3, 2:6, 6:4        |
| 3.  | 25. April 1999   | Orlando         | Sand      | Guillermo Cañas     | 6:0, 6:3                  |
| 4.  | 25. Juli 1999    | Stuttgart       | Sand      | Tommy Haas          | 6:76, 4:6, 7:67, 6:0, 6:3 |
| 5.  | 1. August 1999   | Umag            | Sand      | Jeff Tarango        | 6:2, 6:4                  |
| 6.  | 29. August 1999  | Long Island (1) | Hartplatz | Àlex Corretja       | 7:64, 4:6, 6:3            |
| 7.  | 10. Oktober 1999 | Shanghai (1)    | Hartplatz | Marcelo Ríos        | 2:6, 6:3, 7:5             |
| 8.  | 16. Januar 2000  | Auckland        | Hartplatz | Michael Chang       | 3:6, 6:3, 7:5             |
| 9.  | 14. Mai 2000     | Rom             | Sand      | Gustavo Kuerten     | 6:3, 4:6, 6:4, 6:4        |
| 10. | 16. Juli 2000    | Båstad (2)      | Sand      | Andreas Vinciguerra | 6:1, 7:66                 |
| 11. | 27. August 2000  | Long Island (2) | Hartplatz | Thomas Enqvist      | 6:3, 5:7, 7:5             |
| 12. | 22. Oktober 2000 | Shanghai (2)    | Hartplatz | Sjeng Schalken      | 6:4, 4:6, 6:3             |

##### Challenger Tour
| Nr. | Datum              | Turnier    | Belag | Finalgegner        | Ergebnis |
| --- | ------------------ | ---------- | ----- | ------------------ | -------- |
| 1.  | 1. September 1996  | Alpirsbach | Sand  | Orlin Stanoitschew | 6:4, 6:2 |
| 2.  | 22. September 1996 | Bad Saarow | Sand  | Jens Knippschild   | 6:2, 6:2 |

#### Finalteilnahmen
| Nr. | Datum            | Turnier     | Belag       | Finalgegner      | Ergebnis            |
| --- | ---------------- | ----------- | ----------- | ---------------- | ------------------- |
| 1   | 19. Oktober 1997 | Ostrava     | Teppich (i) | Karol Kučera     | 2:6, Aufgabe        |
| 2   | 27. Juli 1998    | Umag        | Sand        | Bohdan Ulihrach  | 3:6, 6:70           |
| 3   | 11. Juni 2000    | French Open | Sand        | Gustavo Kuerten  | 2:6, 3:6, 6:2, 6:76 |
| 4   | 14. Januar 2001  | Sydney      | Hartplatz   | Lleyton Hewitt   | 4:6, 1:6            |
| 5   | 11. März 2001    | Scottsdale  | Hartplatz   | Francisco Clavet | 4:6, 2:6            |
| 6   | 6. Oktober 2002  | Tokio       | Hartplatz   | Kenneth Carlsen  | 6:76, 3:6           |

### Doppel

#### Turniersiege
| Nr. | Datum           | Turnier | Belag | Partner      | Finalgegner               | Ergebnis |
| --- | --------------- | ------- | ----- | ------------ | ------------------------- | -------- |
| 1   | 8. Oktober 1995 | Syrakus | Sand  | Tomas Nydahl | Todd Larkham Tom Vanhoudt | 6:3, 6:4 |

#### Finalteilnahmen
| Nr. | Datum          | Turnier | Belag     | Partner            | Finalgegner                 | Ergebnis |
| --- | -------------- | ------- | --------- | ------------------ | --------------------------- | -------- |
| 1   | 5. Januar 1997 | Doha    | Hartplatz | Patrik Fredriksson | Jacco Eltingh Paul Haarhuis | 3:6, 2:6 |